# Episodi di 2 Broke Girls (sesta stagione)
La sesta e ultima stagione della sitcom 2 Broke Girls è stata trasmessa in prima visione assoluta negli Stati Uniti d'America da CBS dal 10 ottobre 2016 al 17 aprile 2017.
In Italia la stagione è stata trasmessa in prima visione da Joi, canale a pagamento della piattaforma Mediaset Premium, dal 1º febbraio al 28 giugno 2017; in chiaro è trasmessa da Italia 2 dal 13 febbraio 2018.
| nº | Titolo originale                        | Titolo italiano                            | Prima TV USA     | Prima TV Italia  |
| -- | --------------------------------------- | ------------------------------------------ | ---------------- | ---------------- |
| 1  | And the Two Openings: Part One          | ...e le due inaugurazioni (prima parte)    | 10 ottobre 2016  | 1º febbraio 2017 |
| 2  | And the Two Openings: Part Two          | ...e le due inaugurazioni (seconda parte)  | 10 ottobre 2016  | 8 febbraio 2017  |
| 3  | And the 80's Movie                      | ...e il film anni '80                      | 17 ottobre 2016  | 15 febbraio 2017 |
| 4  | And the Godmama Drama                   | ...e il dramma della madrina               | 24 ottobre 2016  | 22 febbraio 2017 |
| 5  | And the College Experience              | ...e l'esperienza al college               | 31 ottobre 2016  | 1º marzo 2017    |
| 6  | And the Rom-Connie                      | ...e la cubana in gita                     | 7 novembre 2016  | 8 marzo 2017     |
| 7  | And the Sophie Doll                     | ...e la bambola Sophie                     | 14 novembre 2016 | 15 marzo 2017    |
| 8  | And the Duck Stamp                      | ...e il francobollo con anatra             | 21 novembre 2016 | 22 marzo 2017    |
| 9  | And the About FaceTime                  | ...e la serata Face Time                   | 5 dicembre 2016  | 29 marzo 2017    |
| 10 | And the Himmicane                       | ...e i ricchi giramondo                    | 12 dicembre 2016 | 5 aprile 2017    |
| 11 | And the Planes, Fingers and Automobiles | ...e il dito di una donna                  | 19 dicembre 2016 | 12 aprile 2017   |
| 12 | And the Riverboat Runs Through It       | ...e il battello che ci passa in mezzo     | 2 gennaio 2017   | 19 aprile 2017   |
| 13 | And the Stalking Dead                   | ...e la morta che stalkera                 | 16 gennaio 2017  | 26 aprile 2017   |
| 14 | And the Emergency Contractor            | ...e le ristrutturazioni urgenti           | 23 gennaio 2017  | 3 maggio 2017    |
| 15 | And the Turtle Sense                    | ...e il senso della tartaruga              | 6 febbraio 2017  | 10 maggio 2017   |
| 16 | And the Tease Time                      | ...e il momento della provocazione         | 13 febbraio 2017 | 17 maggio 2017   |
| 17 | And the Jessica Shmessica               | ...e la Jessica Shmessica                  | 20 febbraio 2017 | 24 maggio 2017   |
| 18 | And the Dad Day Afternoon               | ...e quel pomeriggio di un giorno da padri | 27 febbraio 2017 | 31 maggio 2017   |
| 19 | And the Baby and Other Things           | ...e il bambino segreto                    | 13 marzo 2017    | 7 giugno 2017    |
| 20 | And the Alley-Oops                      | ...e il bowling                            | 20 marzo 2017    | 14 giugno 2017   |
| 21 | And the Rock me on the Dais             | ...e la conferenza stampa                  | 10 aprile 2017   | 21 giugno 2017   |
| 22 | And 2 Broke Girls: The Movie            | ...e 2 ragazze squattrinate: il film       | 17 aprile 2017   | 28 giugno 2017   |

## ...e le due inaugurazioni (prima parte)
- Titolo originale: And the Two Openings: Part One
- Diretto da: Fred Savage
- Scritto da: Michelle Nader

### Trama
Max e Caroline sono pronte per l'apertura del bar pasticceria, nonostante manchino ancora un barista e la licenza per gli alcolici. A portare il curriculum per il ruolo da barista è J.Petto, un artista di strada che anni prima aveva causato problemi alle ragazze. Le due pertanto rifiutano di assumerlo. Han cerca di racimolare quanti più soldi possibile per restituirli a Max e Caroline in modo da poter riottenere il diner. Nel frattempo Max cerca di dimenticare Randy ma il tutto risulta più difficile del previsto e a Sophie si rompono le acque.

## ...e le due inaugurazioni (seconda parte)
- Titolo originale: And the Two Openings: Part 2
- Diretto da: Fred Savage
- Scritto da: Liz Astrof

### Trama
Dopo l'arrivo in ospedale, Sophie si vede cacciare dalla suite VIP prenotata per il parto ma, a causa di un lungo travaglio, riuscirà a partorire lo stesso lì dentro dando alla luce una bambina. Max e Caroline arrivano in tempo all'inaugurazione del bar pasticceria e cercano di utilizzare la licenza degli alcolici del diner essendo le proprietarie. Tra coloro che partecipano all'inaugurazione si presenta anche 2Chainz, che le ragazze avevano conosciuto durante un viaggio in jet privato. Irrompe persino J.Petto, ora impiegato comunale responsabile delle licenze, che avverte le ragazze del fatto che la licenze del diner non è valida e pertanto il bar pasticceria potrà aprire solo 14 giorni lavorativi dopo. 
- Guest star: Andy Dick, 2 Chainz
- Totale risparmiato: 535,00 $

## ...e il film anni '80
- Titolo originale: And the 80's Movie
- Diretto da: Fred Savage
- Scritto da: Patrick Walsh

### Trama
Max e Caroline decidono di andare nel locale più esclusivo di Williamsburg per cercare qualche potenziale cliente per il bar pasticceria. Max fa amicizia con la buttafuori, che la sera seguente si presenta al bar pasticceria con la sua rozza compagnia. Le donne non rappresentano affatto ciò a cui Max e Caroline puntavano di avere come clientela e decidono di sfidare la capobanda a braccio di ferro: se vincesse una di loro due, le donne se ne andrebbero per non tornare mai più.
- Totale risparmiato: 1050,00 $

## ...e il dramma della madrina
- Titolo originale: And the Godmama Drama
- Diretto da: Kathleen Marshall
- Scritto da: Michael Lisbe e Nate Reger

### Trama
La madre di Oleg giunge in città per il battesimo della piccola Barbara ma finisce col causarne l'annullamento dato che non vuole Max e Caroline come madrine. Le due allora decidono di organizzare un battesimo clandestino nel bar pasticceria.
- Guest star: Mercedes Ruehl
- Totale risparmiato: 1854,25 $

## ...e l'esperienza al college
- Titolo originale: And the College Experience
- Diretto da: Kathleen Marshall
- Scritto da: Brian Rubenstein

### Trama
Max e Caroline vengono invitate come ospiti alla Wharton per tenere un discorso. La sera prima però, Max convince Caroline a partecipare ad una festa, poiché ai tempi dell'università la ragazza non si è mai goduta una serata di svago. Nel frattempo, Oleg e Sophie hanno delle incomprensioni riguardo al crescere la piccola Barbara.
- Totale risparmiato: 2710,75 $

## ...e la cubana in gita
- Titolo originale: And the Rom-Connie
- Diretto da: Lonny Price
- Scritto da: Justin Sayre

### Trama
Max e Caroline ricevono un ordine per una torta che decidono di appoggiare su un ripiano del diner. Han, per errore, la fa cadere distruggendola e, aiutato da Oleg, decide di tenere nascosto il segreto alle ragazze. Mentre cercano di far confessare Han, Max riceve un sms di Randy che la informa che sarebbe passato per New York. Max, spinta da Caroline, lo raggiunge all'aeroporto e i due si rimettono ufficialmente insieme. Nel frattempo Earl rivede una vecchia fiamma.
- Totale risparmiato: 3710,65 $

## ...e la bambola Sophie
- Titolo originale: And the Sophie Doll
- Diretto da: Don Scardino
- Scritto da: Michael Glouberman

### Trama
Max e Caroline, non potendo assumere un barista, decidono di frequentare un corso. Al contrario delle aspettative Max se la cava alla grande, mentre Caroline non riesce a ricordare nessun ingrediente da mettere nei drink. La situazione si complica il giorno dell'esame finale: Max infatti non può sostenerlo perché Han le ha attaccato la varicella. Caroline allora le chiede di suggerirle, utilizzando una bambola che Sophie usa normalmente per controllare Barbara in sua assenza.
- Totale risparmiato: 3340,35 $

## ...e il francobollo con anatra
- Titolo originale: And the Duck Stamp
- Diretto da: Don Scaridno
- Scritto da: Charles Brottmiller

### Trama
Gli affari per le ragazze vanno bene grazie al nuovo barista, la cui specialità è un cocktail al cioccolato. Caroline perde la testa, credendo che le cose potrebbero solo migliorare, ma Max le fa rimettere i piedi per terra. Han intanto deve partecipare ad un concorso per disegnare un nuovo francobollo e non riesce a controllarsi, ripiegando su mezzi inusuali per terminare la sua creazione.
- Totale risparmiato: 4840,35 $

## ...e la serata face time
- Titolo originale: And the About FaceTime
- Diretto da: Steve Zuckerman
- Scritto da: Rachel Palmer e David Shecter

### Trama
Randy decide di presentare a Caroline, che fa sempre da terzo incomodo durante le chiamate su FaceTime tra lui e Max, un suo amico di nome Tyler. Tra Caroline e Tyler scatta subito un'attrazione reciproca, mentre tra Max e Randy la storia finisce di nuovo in quanto nessuno dei due ha intenzione di trasferirsi per far funzionare le cose. Nel frattempo Oleg e Sophie affrontano un grande cambiamento vendendo la vecchia Toyota Yaris di Oleg.
- Guest star: Devon Werkheiser
- Totale risparmiato: 5821,62 $

## ...e i ricchi giramondo
- Titolo originale: And the Himmicane
- Diretto da: Steve Zuckerman
- Scritto da: Brian Rubenstein

### Trama
Il dessert bar ospiterà una festa per un divorzio, che potrebbe far fruttare alle ragazze una grande cifra, ma la tempesta che si abbatte su New York rovina le cose perché la coppia si riappacifica. Intanto Max scopre che Randy ha bloccato il suo numero, ma continua a non accettare la decisione di separarsi, pensando che Randy possa venire a New York per rivederla e sistemare le cose.
- Totale risparmiato: 5521,62 $

## ...e il dito di una donna
- Titolo originale: And the Planes, Fingers and Automobiles
- Diretto da: Anthony Rich
- Scritto da: Patrick Walsh

### Trama
La tempesta ha distrutto il bar pasticceria ma l'assicurazione garantisce il completo risarcimento. Max ha, però, altro per la testa: ottenere un chiarimento con Randy. Max convince Caroline a raggiungere Los Angeles nonostante il brutto tempo. Le ragazze vengono accompagnate da Han, che affida il diner ad Oleg, ma durante il viaggio l'auto di Han si rompe. Nonostante ciò Caroline e Max riescono a trovare un passaggio fino all'aeroporto, dove, grazie alla donna che le ha accompagnate, conoscono Sloppy Joe, pilota che si offre di accompagnarle fino in California. Durante il volo, grazie ad un post sul profilo Snapchat di Randy, le ragazze scoprono che lui si trova però in Texas, stato in cui il Sloppy Joe si rifiuta di atterrare.
- Totale risparmiato: 3521,62 $

## ...e il battello che ci passa in mezzo
- Titolo originale: And the Riverboat Runs Through It
- Diretto da: Jason Ensler
- Scritto da: Michelle Nader

### Trama
Max e Caroline si ritrovano sperdute nel nulla e scoprono che qualcuno ha rubato i loro soldi e prosciugato le carte di credito. Decidono di proseguire il loro viaggio verso il Texas imbarcandosi clandestinamente su un battello, in partenza per New Orleans. Dopo varie vittorie al gioco d'azzardo, cercano di denunciare un imbroglio facendosi così scoprire e cacciare. Mentre Max decide di rinunciare all'impresa, la drag queen RuPaul si offre di scortarle da Randy.
- Guest star: RuPaul
- Totale risparmiato: 500 $

## ...e la morta che stalkera
- Titolo originale: And the Stalking Dead
- Diretto da: John Riggi
- Scritto da: Michael Lisbe e Nate Reger

### Trama
Max e Caroline riescono finalmente a raggiungere Austin. Nonostante le svariate occasioni per parlare con Randy, Max capisce che ormai non c'è più possibilità per una storia tra di loro e decide di lasciar perdere per sempre. Nel frattempo a New York continuano i lavori di riparazione del dessert bar e Barbara dice la sua prima parola. 
- Totale risparmiato: 484,00 $

## ...e le ristrutturazioni urgenti
- Titolo originale: And the Emergency Contractor
- Diretto da: John Riggi
- Scritto da: Liz Astrof

### Trama
Max e Caroline ritornano a New York e, tempo di mettere piede al lavoro, Sophie chiede loro di poter usare il loro appartamento per un incontro con alcune madri. Non appena le due vanno a controllare come è venuta la ristrutturazione del bar pasticceria fanno la conoscenza di Bobby, imprenditore edile che ha svolto il lavoro. Tra lui e Caroline è un colpo di fulmine, ma vengono interrotti da Max, chiamata dall'ospedale in quanto contatto di emergenza di Randy che ha avuto un incidente. Quando l'uomo si sveglia, i due hanno il confronto che tanto hanno rimandato e decidono di chiudere la storia, una volta per tutte, in maniera amichevole.
- Totale risparmiato: 2372,00 $
- Guest star: Ed Quinn (Randy Walsh), Christopher Gorham (Bobby Ferraro), Jolie Jenkins (Janice), Kimrie Lewis (Meghan), J. Elaine Marcos (dottoressa), Cesili Williams (Candy)

## ...e il senso della tartaruga
- Titolo originale: And the Turtle Sense
- Diretto da: Don Scardino
- Scritto da: Michael Glouberman

### Trama
Bobby invita Caroline al primo appuntamento, ma Caroline non si fida a lasciare Max da sola a gestire il bar pasticceria.
- Totale risparmiato: 3195,00 $

## ...e il momento della provocazione
- Titolo originale: And the Tease Time
- Diretto da: Don Scardino
- Scritto da: Justin Sayre

### Trama
Bobby invita Caroline al terzo appuntamento e Max vuole convincere l'amica che terzo appuntamento significhi fare sesso. Caroline decide di prepararsi al meglio, acquistando intimo sexy e frequentando alcune lezioni di burlesque.
- Totale risparmiato: 4895,00 $

## ...e la Jessica Shmessica
- Titolo originale: And the Jessica Shmessica
- Diretto da: Don Scardino
- Scritto da: Charles Brottmiller

### Trama
Bobby decide di presentare a Caroline la sua famiglia e invita così lei e Max a casa sua per un pranzo. Come al solito, anche Sophie, Han, Earl e Oleg si presentano alla festa, ma Caroline capisce che non è solo la sua "famiglia" ad essere così particolare.
- Totale risparmiato: 5672,72 $

## ...e quel pomeriggio di un giorno da padri
- Titolo originale: And the Dad Day Afternoon
- Diretto da: John Riggi
- Scritto da: Julie Mandel-Folly

### Trama
Han riesce a scoprire chi è il padre di Max e Caroline organizza con lui un incontro nel Rhode Island, dove l'uomo vive. Tutto il gruppo decide di dare man forte a Max accompagnandola all'incontro che, tuttavia, non va a buon fine perché l'uomo non si presenta.
- Totale risparmiato: 6475,54 $

## ...e il bambino segreto
- Titolo originale: And the Baby and Other Things
- Diretto da: Chris Poulos
- Scritto da: Michael Lisbe, Nate Reger, Justin Sayre e Brian Rubenstein

### Trama
Max legge dal telefono di Bobby un messaggio da parte di Jessica che le fa credere che questa sia incinta di lui. Così, si reca nel posto di lavoro della ragazza insieme ad Han, fingendosi una coppia intenta a sposarsi. Nel frattempo, Caroline convince Denise a lasciare il suo lavoro perché stanca del suo capo, che si rivela essere la madre di Bobby.
- Totale risparmiato: 6922,14 $

## ...e il bowling
- Titolo originale: And the Alley-Oops
- Diretto da: Jude Weng
- Scritto da: Charles Brottmiller, Patrick Walsh e Michael Glouberman

### Trama
Caroline cerca di farsi piacere l'interesse di Bobby per il bowling, partecipando alle partite che questo e la sua squadra disputano. Però ferisce accidentalmente la mano del giocatore migliore della squadra, così Max sfrutta la propria abilità nel gioco e lo sostituisce. Nel frattempo, Sophie si preoccupa che Barbara potrebbe non essere abbastanza intelligente.
- Totale risparmiato: 7836,72 $

## ...e la conferenza stampa
- Titolo originale: And the Rock Me on the Dais
- Diretto da: Michelle Nader
- Scritto da: Liz Astrof

### Trama
Caroline e Max vengono invitate ad una conferenza stampa volta a promuovere il film sulla vita di Caroline, la cui uscita è imminente. Anche Andy si presenta all’evento e, avendo divorziato da poco, cerca di riconquistare Caroline, ignaro che la ragazza sia fidanzata con Bobby. Quando quest'ultimo viene a sapere, si ingelosisce ma Caroline lo rassicura. Nel frattempo, Earl e Sophie scoprono che i loro personaggi sono stati uniti in uno solo nel film.
- Totale risparmiato: 9999,12 $

## ...e 2 ragazze squattrinate: il film
- Titolo originale: And 2 Broke Girls: The Movie
- Diretto da: Kathleen Marshall
- Scritto da: Michelle Nader

### Trama
Max e Caroline si licenziano dal diner e vengono sostituite dalla sorella di Bobby, Denise. Per la prima del film, le ragazze vengono vestite dal noto stilista Brad Goreski. Durante l'evento, Caroline rovina il suo vestito ottenuto in prestito e dal valore di 10.000 dollari, così Han le offre l'opportunità di continuare a lavorare al diner insieme a Max per ripagare l'abito. Nel frattempo Max ripensa a Randy, che sorprendentemente la raggiunge al bar pasticceria e le chiede di sposarlo, ricevendo inaspettatamente una risposta positiva. Bobby e Randy hanno dei precedenti spiacevoli dal momento che Randy in passato ha contribuito all'espulsione della madre e della sorella di Bobby da un reality show e, mentre i loro uomini si scontrano fisicamente, Max e Caroline manifestano entusiasmo per il loro futuro.
- Totale risparmiato: 0,00 $